# Lothar Herzog (Leibwächter)
Lothar Herzog (* 1943 in Lichtenstein, Sachsen) ist der ehemalige Kellner, Diener und Personenschützer Erich Honeckers. Er hat zwölf Jahre als hauptamtlicher Mitarbeiter für das DDR-Staatsoberhaupt gearbeitet. Mit seinem Buch über die private Seite Honeckers, das 2012 erschien, erreichte er die Top Ten der Spiegel-Bestsellerliste.

## Leben
Lothar Herzog wurde 1943 als Sohn eines Wismut-Kumpels geboren und ist in Chemnitz aufgewachsen. Er machte von 1958 bis 1961 eine Kellnerlehre im Hotel Chemnitzer Hof, danach ging er nach Berlin und trat als Personenschützer in das Ministerium für Staatssicherheit ein. Dort hatte er den Dienstgrad eines Hauptmanns des MfS inne; gleichzeitig war Herzog Mitglied der SED. Von Januar 1962 bis Februar 1985 arbeitete er als Kellner und Steward in der Waldsiedlung Wandlitz, wo Erich und Margot Honecker und andere Mitglieder des Politbüros des ZK der SED wohnten und über ein Clubhaus, eine Arztpraxis, Schwimmbad, Sauna, Gaststätte und einen Sportplatz mit Tennisanlage verfügten. Mit Erich Honecker reiste er zu Staatsbesuchen in mehr als 30 Länder.
Zu Herzogs Aufgaben gehörte auch die Begleitung von Politbüro-Mitgliedern und Regierungsvertretern auf Auslandsreisen. Von 1971 bis 1984 war Herzog gemeinsam mit Bernd Brückner für Erich Honecker zuständig. Die Tätigkeit schloss auch Honeckers Urlaubszeiten ein. Nach seinem Ausscheiden aus dem Personenschutz arbeitete Herzog unter anderem als Oberkellner im Palast der Republik, nach dessen Schließung war er bis zu seiner Rente 2005 im Internationalen Congress Center in Berlin-Westend tätig.

## Veröffentlichungen
- Honecker privat. Ein Personenschützer berichtet. Das Neue Berlin, Berlin 2012, ISBN 978-3-36002143-4.